# Old New Ballads Blues
Old New Ballads Blues è un album di Gary Moore, pubblicato nel 2006.

## Tracce
1. "Done Somebody Wrong" (Elmore James/Clarence Lewis/Morris Levy) - 3:07
2. "You Know My Love" (Willie Dixon) - 7:17
3. "Midnight Blues" (Moore) - 5:45
4. "Ain't Nobody" (Moore) - 4:51
5. "Gonna Rain Today" (Moore) - 4:39
6. "All Your Love" (Otis Rush) - 4:29
7. "Flesh and Blood" (Moore) - 4:52
8. "Cut It Out" (Instrumental) (Moore) - 5:35
9. "No Reason to Cry" (Moore) - 9:01
10. "I'll Play the Blues for You" (Jerry Beech) - 6:03

## Formazione
- Gary Moore - chitarra, voce
- Don Airey - tastiere
- Darrin Mooney - batteria
- Jonathan Noyce - basso